# Криворучко Федір Юхимович
Криворучко Федір Юхимович — більшовицький радянський діяч.

## З життєпису

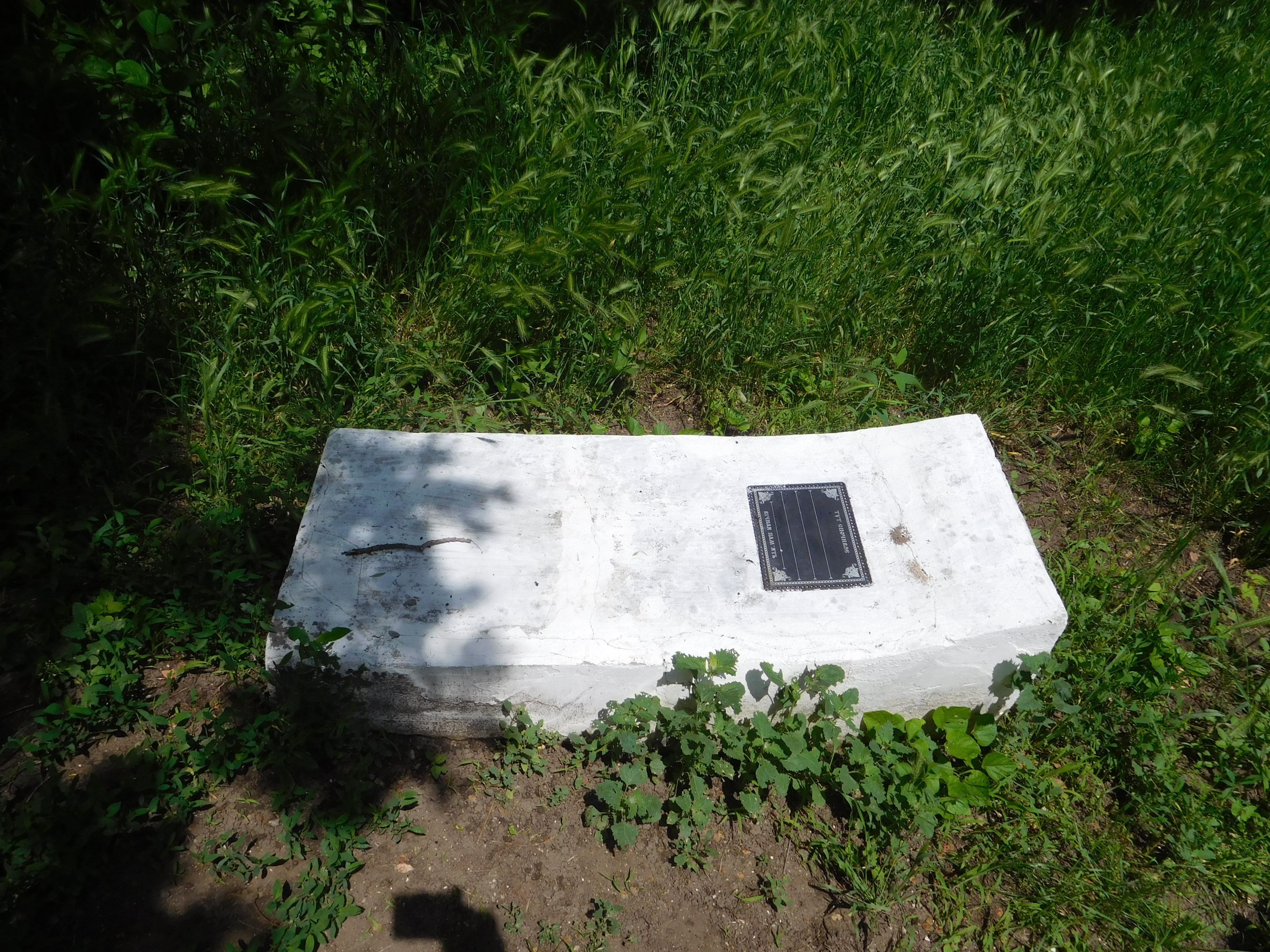
Могила Федора Криворучка в селі Заводівка на Одещині.

Народився 1880 (1882?) в селі Качківка Клембівської волості Ямпільського повіту. Походив із безземельних селян, наймитував. Пізніше навчився чоботарського ремесла. У 1900 році призваний до армії, служив у 121 піхотному Пензенському полку у Харкові. У середині травня 1904 року у складі цього полку відбув на Російсько-японську війну. Був поранений. За особисту мужність та хоробрість нагороджений 4 Георгіївськими хрестами, медаллю «У пам'ять російсько-японської війни 1904—1905», двома медалями «За старання» та 4 ювілейними. Повний Георгіївський кавалер. Після війни переведений до Лейбгвардії Преображенського полку у званні підпрапорщика. В травні 1908 року переведений до Двірцевої поліції, де прослужив до 1917 року. З 03.10.17 — помічник комісара Лейбгвардії Преображенського полку.
Наприкінці грудня 1917 року Ф. Криворучко повернувся на батьківщину. Організатор партизанського загону у своєму селі чисельністю до 300 осіб (за більшовицькими джерелами 500). У травні 1918 разом зі своїм загоном зав'язав бій з австро-угорцями біля урочища Валяредина поблизу с. Качківка, в результаті якого загинуло понад 30 селян та було спалене село. Зазнавши великих втрат, повстанці залишили Качківку. Згодом воювали під Харковом та Одесою. На початку 1919 року Ф. Криворучко із загоном повертається на Ямпільщину. Активно працює в Ямпільській повітовій Раді. Стає делегатом повітового і губернського З'їздів Рад. На Ямпільщину насуваються петлюрівські війська. Місцевий загін особливого призначення під командуванням Е. Наймушина об'єднали із загоном Ф. Криворучка, на їхній базі було сформовано Ямпільський окремий батальйон. Командиром призначено Ф. Криворучка. У червні 1919 року батальйон зайняв Томашпіль. Після добового бою було взято Вапнярку, переможцям дісталися великі трофеї (6 гармат, 10 кулеметів, багато гвинтівок та інше спорядження). Батальйон повернувся в Ямпіль і вибив з нього петлюрівського отамана Трохима Лампігу.
Загін Криворучка неодноразово брав участь у боях з козаками отамана Семена Ільницького. Після поразки Хотинського повстання в січні-лютому 1919 р. до загону влилася значна частина його учасників. На базі загону було створено 1-й Бессарабський полк під командуванням Криворучка Ф. Ю. Згодом полк став 1-м Бессарабським стрілецьким полком у складі 1-ї Бессарабської радянської стрілецької дивізії. 3 липня 1919 р. в районі Овідіополя полк був переформований у 402-й радянський стрілецький полк, який увійшов до складу бригади Г. І. Котовського, яка, своєю чергою, входила до складу 45-ї стрілецької радянської дивізії під командуванням начдива Савицького (надалі дивізією командував Й. Якір).
Полк Криворучка брав участь у прориві Південної групи військ на з'єднання з Північним угрупованням Червоної Армії, наступаючи в авангарді лівої колони 45-ї дивізії. Наприкінці серпня 1919 р. 402 полк здійснив успішний рейд по тилах супротивника в районі Антопіль — Марківка, де розгромив штаб Галицької бригади. Потім були бої під Петроградом. У середині листопада 1919 року, після розгрому Юденича, війська 45-ї дивізії перекинули на Південний фронт проти генерала А. І. Денікіна. Полк Криворучка брав участь у боях із військами УНР, Денікіна, Врангеля, Польщі, отамана Зеленого, Тютюнника, Махна.

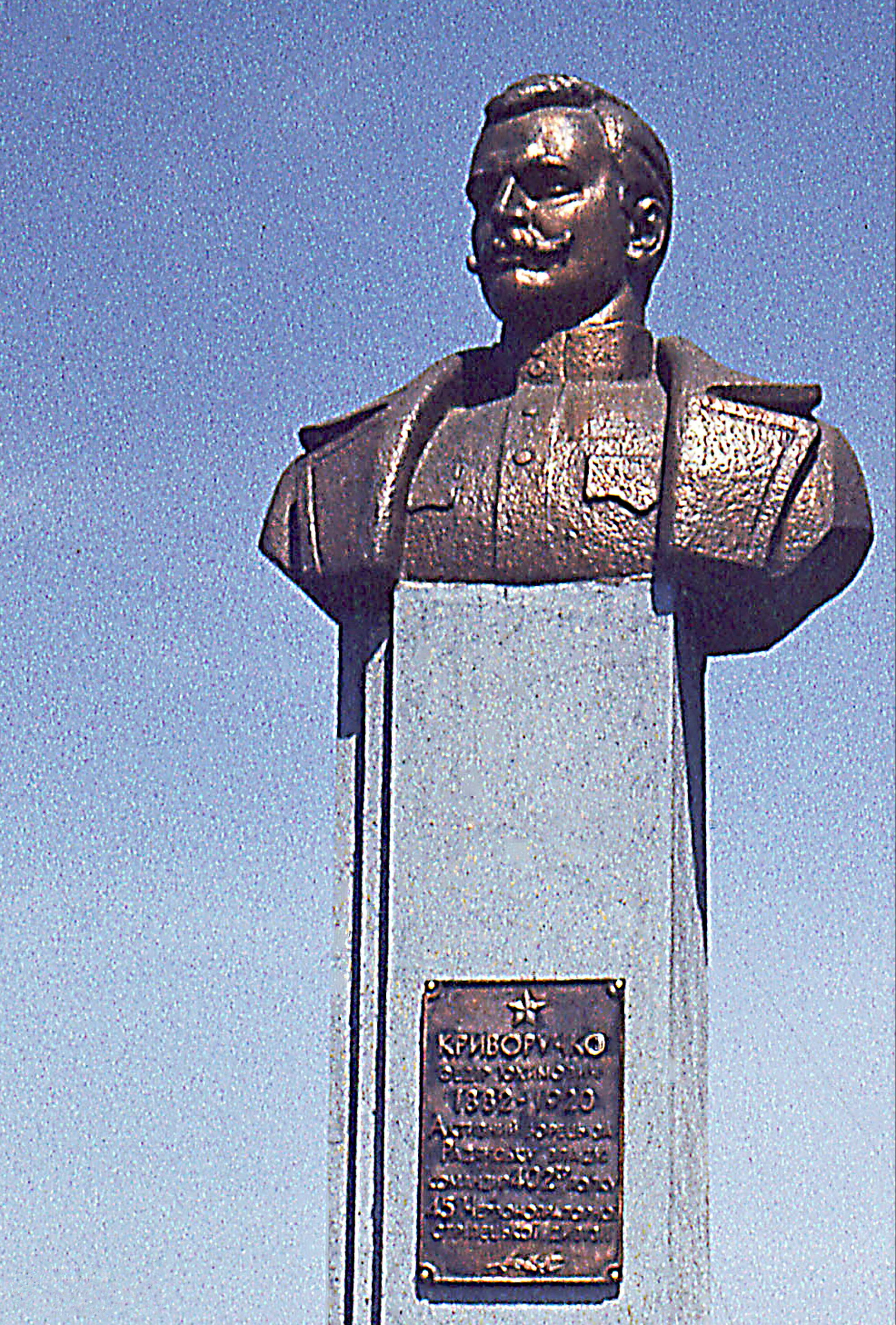
Пам'ятник Федору Криворучку у селі Качківка Ямпільского району Винницької області. Скульптор Ірина Довженко.

На початку 1920 року армія Денікіна відступала на південь. 27 січня 402-й полк спільно з 2-ю кавбригадою зайняли Яланець та отримали наказ до вечора 30 грудня взяти Вознесенськ — великий залізничний вузол. З маршу кіннотники Котовського і піхота Криворучка вночі в заметіль при двадцятиградусному морозі почали штурм міста. Уранці 31 січня в оперативному зведенні штабу 45-ї дивізії повідомлялося: «…Після завзятого й тривалого бою 402-м полком зайняте місто Вознесенськ. Противник у складі 14-ї дивізії, 47-го Українського і 48-го Волинського полків, які захищали місто, відступив, захоплено зброю, кількість трофеїв з'ясовується…». Після запеклих боїв за Вознесенськ і Василиново комполку Ф. Криворучко отримав наказ наступати правіше Березівки в напрямку Колосівка — Заводівка. З лівого флангу кавбригада Г. І. Котовського була вже під Березівкою і готувалася до рейду на Одесу. Правіше в районі Миколаївки вів бій 400-й полк Івана Колесникова. У 1924 він згадував, що 5 лютого 1920 р. в районі Демидівка-Лукашівка угруповання генерала Іванова і полковника Попова атакувало 402-й полк, який внаслідок чисельної переваги супротивника зазнав значних втрат. Серед загиблих виявився командир полку Ф. Криворучко. Він похований у селі Заводівка Березівського району Одеської області.
Треба мати на увазі, що у 2-й бригаді 45-й дивізії було два Криворучки. Криворучко Федір Юхимович — командир 402-го полку і Криворучко Микола Миколайович — командир взводу, пізніше командир 2-го кавалерійського полку. Після загибелі Г. І. Котовського, в 1925—1935 рр. він командував 2-м кавалерійським корпусом. Репресований у 1938 році. Це вводило дослідників в оману. Наприклад, книжка Завальнюка К. В. й Борсуковського С. М. «Незламні. Ямпільці в обороні державності 1917—1925 рр.». Докладніше про Криворучка Миколу Миколайовича читати по посиланню в розділі «Джерела» даного матеріалу.

## Нагороди
- Георгіївський хрест (ЗВВО) 4-го ступеня. За мужність та хоробрість в боях з японцями 13—21 серпня 1904 р. під Ляояном.
- Георгіївський хрест (ЗВВО) 3-го ступеня. Прикладом особистої хоробрості сприяв роті у відбитті атаки супротивника.
- Георгіївський хрест (ЗВВО) 2-го ступеня. За мужність та хоробрість в боях з японцями в період з 5 жовтня по 5 грудня 1904 р.
- Георгіївський хрест (ЗВВО) 1-го ступеня. Всемилостивійшим нагороджений 29 березня 1909 р. за заслуги у минулу кампанію.
- Медаль з бантом «У пам'ять російсько-японської війни 1904—1905 рр.»
- Дві медалі «За старанність».
- Медаль «В пам'ять 200-річчя Полтавської битви» 1909 р.
- Медаль «В пам'ять 100-річчя Вітчизняної війни 1812 року» 1912 р.
- Медаль «В пам'ять 200-річчя битви при Гангуті» 1914 р.
- Медаль «В пам'ять 300-річчя царствування Дому Романових 1613—1913 рр.» 1913 р.